# Butylscopolamine
Butylscopolamine is een parasympathicolyticum dat wordt gebruikt als spasmolyticum(spierontspanner) in de buik. Het is verkrijgbaar onder de merknaam Buscopan.
Butylscopolamine wordt gebruikt om pijn en ongemakken door buikkrampen en menstruatiekrampen in het spijsverteringskanaal, vooral koliekpijn, te behandelen. Als het oraal ingenomen wordt, kan het niet opgenomen worden in het bloed of op een andere manier het spijsverteringskanaal verlaten, dus het heeft alleen effect op de gladde spieren van het spijsverteringskanaal wanneer het daar langs trekt met de darminhoud. Het is geen klassieke pijnstiller omdat het de pijn niet maskeert, maar de bron van de pijn, de spasmen, aanpakt.
De stof is opgenomen in de lijst van essentiële geneesmiddelen van de WHO.

## Toepassingen
Butylscopolamine wordt vaak voorgeschreven in een lage dosering van gemiddeld drie maal daags 10 mg. 